# بیور سیتی (ایندیانا)
بیور سیتی (به انگلیسی: Beaver City) یک منطقهٔ مسکونی در ایالات متحده آمریکا است که در شهرستان نیوتون، ایندیانا واقع شده‌است. بیور سیتی ۲۱۰ متر بالاتر از سطح دریا واقع شده‌است.